# Danskøya
Danskøya (l'île des Danois) est une île située dans l'archipel du Svalbard, dans l'océan Arctique. Elle se trouve au Nord-Ouest de Spitzberg, la principale île de l'archipel. Elle est inhabitée et a une superficie de 40,6 kilomètres carrés.

## Histoire
En 1631, les Danois établirent une station permanente pour la chasse à la baleine au bord du Kobbefjorden, qui fut ensuite abandonnée en 1658. Une autre station fut créée par les Néerlandais à Virgohamna, sur la côte nord de l'île, dans les années 1630. Les restes de cette station ont été vus par Friderich Martens en 1671.
En 1897, l'île fut choisie par S. A. Andrée pour être le lieu de départ de son expédition visant à survoler le pôle Nord en ballon à hydrogène. Cette tentative fut vaine, et les trois participants échouèrent après trois jours de vol, avant de périr sur l'île de Kvitøya en tentant de rallier à pied un abri.